# Rudolf Fischer
Rudolf Fischer (6. března 1901, Drážďany – 6. června 1957, tamtéž) byl německý spisovatel, občan Německé demokratické republiky.

## Život
Rudolf Fischer se narodil v Drážďanech v dělnické rodině. Po maturitě roku 1921 pracoval jako prodavač a později jako listonoš. Po 2. světové válce začal pracovat ve státní správě Německé demokratické republiky a nastoupil dráhu spisovatele.
Známým se stal románem Martin Hoop IV (1955), který východoněmecká kritika ocenila jako jedno z nejlepších děl socialistického realismu a za který roku 1956 obdržel Cenu Heinricha Manna.
Zemřel roku 1957 v Drážďanech.

## Dílo
- Martin Hoop IV (1955), román o vedoucím představiteli Komunistické strany Německa v Sasku.
- Dem Unbekannten auf der Spur (1956, Neznámému na stopě), dobrodružný příběh pro mládež z nacistického Německa.

## Česká vydání
- Neznámému na stopě, SNDK, Praha 1961, přeložila Anna Siebenscheinová.